# Priscilla Mayla
Priscilla Mayla Grecco Campanha (Engenheiro Beltrão, 25 de agosto de 1982) é uma ex-jogadora de futebol brasileira qua atuava como goleira. Defendeu a seleção brasileira nos anos 2000. Priscilla foi campeã da Copa Libertadores, Campeonato Paulista e da Copa do Brasil.
Ela é formada em educação física e pós-graduada em futebol e futsal. Em 2014, realizou o curso de treinadores oferecido pela CBF no qual obteve o certificado de técnica. Depois, passou a comandar os treinamentos na escola de futebol do Boca Juniors, em Santos. Também atuou como preparadora de goleiros no Gremetal (Grêmio Recreativo dos Metalúrgicos de Santos).